# Пљачка Солуна (904)
Пљачка Солуна 904. године извршена је за време Византијско-арапских ратова. Представља једну од највећих економских, војних и политичких катастрофа за Византијско царство тога доба.

## Пљачка
До пљачке овог, другог по величини византијског града дошло је након напада сараценске (муслиманске) флоте на челу са Лавом од Триполија, грчким поморцем који је пребегао на арапску страну и прешао у ислам. Лав је са флотом допловио до Сирије и првобитно намеравао напасти сам Цариград. Када се испоставило да је град превише добро брањен, одлучио је напасти Солун. Тамо је Лав постигао потпуно изненађење; слабо брањен и унутрашњим борбама ослабљен град пао је 29. јула. Подвргнут је пљачки која је трајала седам дана. Лав се са великим бројем заробљеника и плена (укључујући и Јована Каминијата) повукао на своју територију.